# Kinderherzchirurgie
Die Kinderherzchirurgie befasst sich mit der operativen Behandlung angeborener und erworbener Herzfehler bei Kindern und Jugendlichen. Aufgrund der komplexen anatomischen und physiologischen Besonderheiten bei jungen Patienten stellen die Verfahren eine besondere Herausforderung dar. Moderne Techniken und spezialisierte Zentren bieten heute eine hohe Erfolgsrate bei der Behandlung von Herzfehlern bei Kindern, was zu einer verbesserten Lebensqualität und -erwartung führt.
Eine Besonderheit der Kinderherzchirurgie im Vergleich zur Erwachsenenherzchirurgie ist die Häufigkeit von Nachoperationen. Dabei handelt es sich meist um zu erwartende Reoperationen (Beispiel: Austausch einer nicht mitgewachsenen Klappenprothese).

## Geschichte

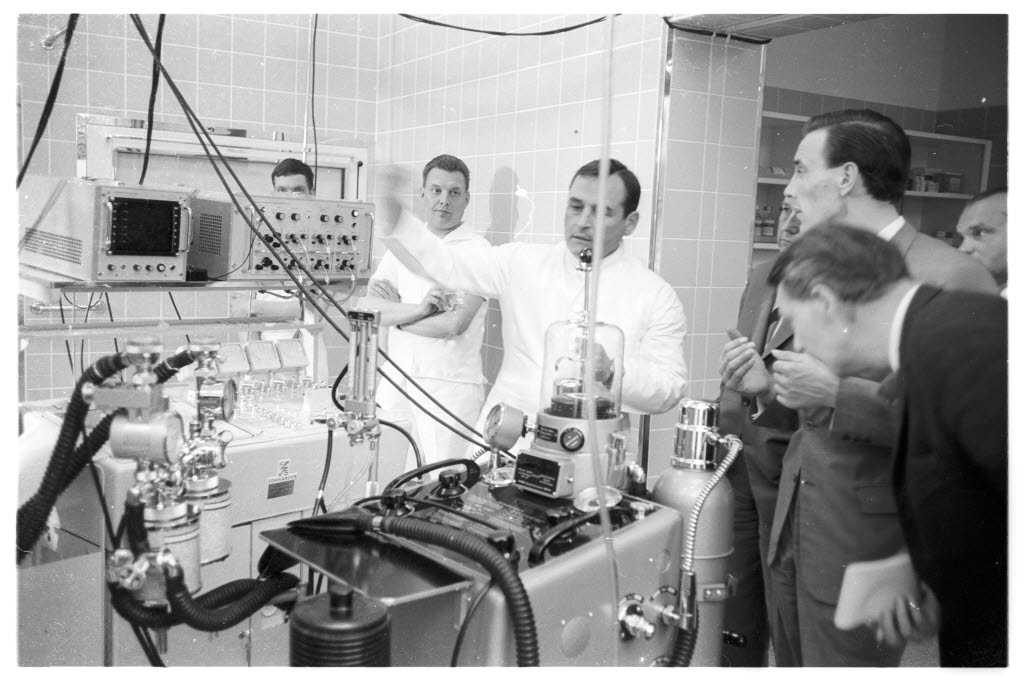
Herz-Lungen-Maschine im Universitätsklinikum Schleswig-Holstein

Allgemein wird der Beginn der Herzchirurgie auf den 9. September 1896 datiert, als es Ludwig Rehn in Frankfurt am Main gelang, eine Herzstichverletzung erfolgreich durch direkte Naht zu verschließen. Historisch betrachtet wurden zunächst Methoden am schlagenden Herzen entwickelt, wobei der größte Fortschritt durch die Einführung der Herz-Lungen-Maschine erzielt wurde. Mit dem Fortschreiten der medizinischen Forschung und der Entwicklung von Herz-Lungen-Maschinen wurde es möglich, komplexe Eingriffe sicherer durchzuführen. Die Einführung minimalinvasiver Techniken und verbesserter bildgebender Verfahren trug maßgeblich zu einer Optimierung der Patientensicherheit bei. In den folgenden Jahrzehnten wurden spezialisierte Kinderherzzentren gegründet, die sich auf die Behandlung von Herzfehlern bei Kindern konzentrierten. Ein Beispiel ist das Kinderherzzentrum Kiel, das aus dem 1906 gegründeten „Heinrich-Kinder-Hospital“ hervorging.

## Ansätze
Für denselben Eingriff sind mehrere Vorgehensweisen möglich. Die Wahl hängt ab von der Größe des Patienten, der intrathorakalen (innerhalb der Thoraxhöhle) Anatomie, der Erfahrung des Chirurgen und den Präferenzen des Patienten und/oder der Eltern.

## Chirurgische Verfahren und Techniken
- Konventionelle Operationen:  Traditionelle sternotomiebasierte Eingriffe ermöglichen einen guten Zugang zum Herz und werden vor allem bei komplexen Defekten angewendet.
- Minimalinvasive Ansätze:  In ausgewählten Fällen kommen minimalinvasive Verfahren oder kathetergestützte Interventionen zum Einsatz, um die Belastung für den kleinen Patienten zu minimieren.
- Kardioplegie und Herz-Lungen-Maschine:  Der Einsatz von Herz-Lungen-Maschinen und speziellen Kardioplegielösungen ermöglicht eine sichere Ruhigstellung des Herzens während der Operation.

## Postoperative Betreuung und Langzeitprognose
Die spezialisierte und intensive postoperative Betreuung von Kindern nach Herzoperationen ist von entscheidender Bedeutung für den Behandlungserfolg. Eine interdisziplinäre intensivmedizinische Betreuung, häufig unter pädiatrischer Leitung, ist entscheidend für den Behandlungserfolg. Laut einer Studie erfolgt die postoperative Betreuung auf Intensivstationen in 61,5 % der deutschen Zentren ausschließlich durch Pädiater, während in 30,8 % eine interdisziplinäre Betreuung etabliert ist.